# Laika Come Home
Laika Come Home is een remix-album van Spacemonkeyz in samenwerking met Gorillaz. Het album werd op 1 juli 2002 uitgebracht en bevat remixes van nummers van Gorillaz. Laika Come Home ontstond nadat Spacemonkeyz een dub-versie maakte van het Gorillaz-nummer "Clint Eastwood". Damon Albarn en Dan the Automator konden zich vinden in deze versie en vroeg Spacemonkeyz om hun gehele album te remixen.
De titel van het album verwijst naar de hond Laika, het eerste levende wezen dat een baan om de aarde maakte. Er verscheen een single van het album: "Lil' Dub Chefin'", een remix van "M1 A1", werd vlak na uitgave van het album uitgebracht.

## Nummers
1. "19-2000" ("Jungle Fresh") – 5:28
2. "Slow Country" ("Strictly Rubbadub") – 3:42
3. "Tomorrow Comes Today" ("Bañana Baby") – 5:29
4. "Man Research (Clapper)" ("Monkey Racket") – 5:57
5. "Punk" ("De-Punked") – 5:20
6. "5/4" ("P.45") – 4:27
7. "Starshine" ("Dub Ø 9") – 5:17
8. "Sound Check (Gravity)" ("Crooked Dub") – 5:31
9. "New Genious (Brother)" ("Mutant Genius") – 5:02
10. "Re-Hash" ("Come Again") – 6:05
11. "Clint Eastwood" ("A Fistful of Peanuts") – 5:54
12. "M1 A1" ("Lil' Dub Chefin'") – 5:43
13. "Slow Country (More Rubba Dub)" – 5:14
14. "Clint Eastwood (More Peanuts)" – 6:39

Damon Albarn · Jamie Hewlett